# Blake Freeland
Blake Freeland (Herriman, 3 maggio 2001) è un giocatore di football americano statunitense che milita nel ruolo di offensive tackle per gli Indianapolis Colts della National Football League (NFL).

## Carriera

### Indianapolis Colts
Al college Freeland giocò a football a BYU, venendo inserito nel Third-team All-American nell'ultima stagione. Fu scelto nel corso del quarto giro (106º assoluto) del Draft NFL 2023 dagli Indianapolis Colts. Debuttò come professionista subentrando nella gara della settimana 1 contro i Jacksonville Jaguars giocando 3 snap negli special team. Il 1º ottobre disputò la prima gara come titolare al posto dell'infortunato Bernhard Raimann.